# Oskar Fischer (polityk)
Oskar Fischer (ur. 19 marca 1923 w Ašu, zm. 2 kwietnia 2020) – niemiecki polityk, minister spraw zagranicznych NRD (1975–1990). 

## Życiorys
Po ukończeniu krawieckiej szkoły zawodowej służył w Wehrmachcie. Od 1944 do 1946 przebywał w niewoli sowieckiej. Po powrocie do Niemiec związał się z FDJ i SED. W wyborach do landtagu w Brandenburgii w 1950 uzyskał mandat posła (do 1951, gdy rozwiązano landtagi). Od 1951 do 1952 pełnił obowiązki sekretarza Rady Głównej FDJ oraz Światowego Związku Młodzieży Demokratycznej (od 1952 członek Rady Związku). 
W latach 1955–1959 reprezentował NRD w Bułgarii jako ambasador. Po powrocie do kraju zatrudniony w KC SED. Od 1962 do 1965 studiował w Wyższej Szkole Partyjnej KPZR w Moskwie (nauki społeczne). Od 1975 do 1990 pełnił obowiązki ministra spraw zagranicznych NRD. Zasiadał w KC SED (1971–1989) oraz Izbie Ludowej (1976–1990). 
Odznaczony m.in. Orderem Karla Marksa oraz Orderem Zasług dla Ojczyzny.